# هیپ هاپ زیرزمینی
هیپ هاپ زیرزمینی (انگلیسی: Underground hip hop) اصطلاحی فراگیر برای موسیقی هیپ هاپ مغایر با آثار اصلی تجاری و درآمدزای متداول است. به طور معمول، هیپ هاپ زیرزمینی وابسته به هنرمندان مستقل است که با ناشران مستقل قرارداد می‌بندند یا اصلاً ناشر ندارند.